# Desmophyllum quinarium
Espèce
Desmophyllum quinarium est une espèce de coraux appartenant à la famille des Caryophylliidae.